# Dors, mon amour
Dors, mon amour (Sov, min älskade) vann Eurovision Song Contest 1958 för Frankrikes räkning. Artisten var den 46-årige André Claveau, och detta var Frankrikes första av hittills fem segrar.